# Minas Tololian
Minas Tololian (arménien : Մինաս Թէօլէօլեան), né le 24 novembre 1913 à Bahçecik (Empire ottoman) et mort le 18 avril 1997 à Boston, est un écrivain, journaliste et homme politique arménien.